# François Dusseau
Pour les articles homonymes, voir Dusseau.
François Dusseau (né le 28 janvier 1967 à Saint-Germain-en-Laye dans les  Yvelines) est un joueur professionnel français de hockey sur glace devenu entraîneur.

## Carrière de joueur
François Dusseau commence sa carrière avec les Gothiques d'Amiens en 1986. Dès sa première saison, il remporte le trophée Jean-Pierre-Graff récompensant le meilleur espoir de la saison en Ligue Magnus. Après 4 saisons en élite, il rejoint le Hockey Club de Caen en Division 1. Il restera qu'une saison en Normandie avant de rejoindre Angers. Il devient Champion de France de Nationale 1B en 1992-1993. En 1995, il est recruté par le club de Cherbourg alors en Division 1 avant de finir sa carrière de joueur à Nantes entre 1996 et 2003.
Son maillot, floqué du numéro 69, est retiré de l'équipe des Corsaires de Nantes.

## Carrière d'entraîneur
En 2003, il prend les rênes des Ducs d'Angers en Ligue Magnus. Il remporte la Coupe de France de hockey sur glace en 2007 au Palais omnisports de Paris-Bercy face à l'Image Club d'Épinal. En décembre 2007, il est mis à pied par le président du club en raison d'un conflit entre lui et les joueurs et il est remplacé par Heikki Leime. L'année suivante, il rejoint Reims en Division 1 où il est responsable de l'équipe « élite » et des espoirs. En 2013, il prend en charge l'équipe de  Lyon en Division 1 avec pour objectif la montée en Ligue Magnus. Il quitte le club en janvier 2016. Il devient entraîneur du Hockey Club Neuilly-sur-Marne 93 en 2020 à la suite de la démission de Frank Spinozzi.

## Parenté dans le sport
Son fils Kevin est un joueur de hockey sur glace français.

## Statistiques
| Saison    | Équipe               | Ligue        |    | Saison régulière | Saison régulière | Saison régulière | Saison régulière | Saison régulière |   | Séries éliminatoires | Séries éliminatoires | Séries éliminatoires | Séries éliminatoires | Séries éliminatoires |
| Saison    | Équipe               | Ligue        | PJ | B                | A                | Pts              | Pun              | PJ               | B | A                    | Pts                  | Pun                  |                      |                      |
| 1986-1987 | Gothiques d'Amiens   | Ligue Magnus |    |                  |                  |                  |                  |                  |   |                      |                      |                      |                      |                      |
| 1988-1989 | Amiens               | Ligue Magnus | 44 | 2                | 10               | 12               | 34               |                  |   |                      |                      |                      |                      |                      |
| 1989-1990 | Amiens               | Ligue Magnus | 39 | 0                | 5                | 5                | 33               |                  |   |                      |                      |                      |                      |                      |
| 1990-1991 | Amiens               | Ligue Magnus | 27 | 1                | 5                | 6                | 42               | 4                | 0 | 0                    | 0                    | 10                   |                      |                      |
| 1991-1992 | Hockey Club de Caen  | Division 1   | 21 | 4                | 9                | 13               | 49               |                  |   |                      |                      |                      |                      |                      |
| 1992-1993 | Ducs d'Angers        | Division 1   | 27 | 4                | 8                | 12               | 85               |                  |   |                      |                      |                      |                      |                      |
| 1993-1994 | Angers               | Ligue Magnus | 20 | 1                | 4                | 5                | 10               | 6                | 0 | 1                    | 1                    | 10                   |                      |                      |
| 1994-1995 | Angers               | Ligue Magnus | 28 | 3                | 5                | 8                | 22               | 8                | 0 | 2                    | 2                    | 4                    |                      |                      |
| 1995-1996 | Vikings de Cherbourg | Division 1   | 28 | 5                | 9                | 14               | 73               |                  |   |                      |                      |                      |                      |                      |
| 1996-1997 | Corsaires de Nantes  | Division 1   | 26 | 0                | 4                | 4                | 54               |                  |   |                      |                      |                      |                      |                      |
| 1997-1998 | Nantes               | Division 1   | -- | 3                | 17               | 20               | --               |                  |   |                      |                      |                      |                      |                      |
| 1998-1999 | Nantes               | Division 1   | -- | 1                | 11               | 12               | --               |                  |   |                      |                      |                      |                      |                      |
| 1999-2000 | Nantes               | Division 1   | -- | --               | --               | --               | --               |                  |   |                      |                      |                      |                      |                      |
| 2000-2001 | Nantes               | Division 1   | 28 | 0                | 3                | 3                | 38               |                  |   |                      |                      |                      |                      |                      |
| 2002-2003 | Nantes               | Division 2   | -- | --               | --               | --               | --               |                  |   |                      |                      |                      |                      |                      |

## Carrière internationale
- Équipe de France : Championnat du monde junior de hockey sur glace 1987

## Trophée et honneurs personnels
- Trophée Jean-Pierre-Graff en 1986-1987.
- Champion de France de Nationale 1B en 1992-1993 avec Angers.
- Vainqueur de la  Coupe de France de hockey sur glace 2006-2007 en tant qu'entraineur.